# ゲルミン＝エス・スマラ地方
ゲルミン＝エス・スマラ地方（ゲルミン＝エス・スマラちほう、Guelmim-Es Semara）は、1997年から2015年まであったモロッコの地方。南部は西サハラに属する。面積122,825km²、人口462,410人 (2004年).
ゲルミン＝エス・スマラ地方はAssa-Zag州、エス・スマラ州、ゲルミン州、タンタン州、タタ州からなっていた。